# Emlembe
Emlembe je najviša planina u afričkoj državi Esvatini. Nalazi se u istočnom planinskom lancu uKhahlamba (ili Drakensberg), na granici s Južnom Afrikom, između pokrajine Mpumalanga (Južna Afrika) i okruga Hhohho (Esvatini).

## Vanjske poveznice
- Emlembe, Swaziland/South Africa. Peakbagger.com